# Joan Layret i Pons
Joan Layret i Pons (Mataró, 2 de juny de 1911 - Punto Fijo, Veneçuela, 6 de setembre de 1975) va ser un empresari i activista polític català, militant de Nosaltres Sols!, Estat Català i el Front Nacional de Catalunya.

## Trajectòria
Va participar com a secretari en la fundació el novembre de 1932 de Nosaltres Sols! A més va ser un dels membres de la direcció del Grup Joventut del Foment Mataroní. Va impartir conferències sobre història i gramàtica. Durant els Fets del sis d'octubre va proclamar l'estat català davant l'Ajuntament de Mataró, juntament amb una trentena més de persones, fet que va provocar la seva detenció, primer al vaixell Argentina i després a la presó Model de Barcelona.
Durant la Guerra Civil espanyola va voler participar en l'intent d'alliberar Mallorca, però per manca de vaixells no s'hi va poder embarcar. A Barcelona es va encarregar de reorganitzar Estat Català, essent anomenat membre del Consell central, cobrint tasques de propaganda. Per desavinences amb la direcció del partit va abandonar la Secretaria general i va ingressar a l'Exèrcit Popular de Catalunya, primer com a alumne de l'Escola Popular de Guerra i posteriorment obtenint el càrrec de Comissari de companyia. Durant la retirada va passar per Mataró per recuperar la bandera estelada de la seu de Nosaltres Sols! i cremar tots els arxius.
Va ser internat al camp d'Agde fins que va poder marxar a París i, en acabat, amb l'entrada de les tropes alemanyes, a Tolosa de Llenguadoc. Va col·laborar amb la Resistència francesa com a membre del Front Nacional de Catalunya. Després de l'alliberament de França va ser nomenat secretari general d'Estat Català en aquell territori. L'any 1954 va marxar a Veneçuela, on va muntar una indústria de gènere de punt. Es va associar al Centre Català de Caracas, on va participar activament fins que va haver de traslladar-se a Punto Fijo per treballar en una empresa portuguesa de construcció de vaixells.